# Gita Porák-Varna
Maria Margarethe (Gita) Porák-Varna (Gita Poráková-Varna, Gita Porak-Varna; 20. září 1905 Loučovice, německy Kienberg, Rakousko-Uhersko – 4. března 1978 Hjo, Švédsko) byla malířka.

## Život

### Rodinný původ
Gita pocházela z rodiny průmyslníků Porákových z Loučovic. Její dědeček Arnošt Porák (3. 12. 1849, Josefov – 21. 4. 1918, Loučovice) založil papírnu v Loučovicích, která patřila ve své době k nejvýznamnějším papírnám v Rakousku-Uhersku a Československu. Její otec Richard von Varna Porák (18. 3. 1874 Český Krumlov – 12. 10. 1957 Ehingen an der Donau, Německo) byl nejstarším synem Arnošta Poráka, působil v rodinných podnicích, v papírnách v Loučovicích a grafitovém dole v Českém Krumlově. V roce 1909 byl zvolen do rakouského Říšského sněmu. V roce 1910 vystoupil z firmy. Po smrti zakladatele Arnošta Poráka v roce 1918 převzal vedení firmy strýc Gity Eugen (Evžen) Porák (1892–1985).
Matkou Gity byla baronka Elisabeth von Klinger (23. 7. 1880 – 22. 3. 1956).
Po druhé světové válce byla rodina Porákových odsunuta, otec Gity působil v továrně na celulózu v Německu a Gita se ve věku 40 let odstěhovala do Švédska, kde žila dalších 33 let.

### Malířka
Gita Porák-Varna studovala malířství v Praze a v Linci a v obou těchto městech svá díla také vystavovala. Podnikla studijní cesty do Švýcarska a Itálie. Po roce 1945 žila a tvořila ve Švédsku. Samostatně vystavovala v Hjo, Alingsås, Skövde, Visby, Jönköpingu a Falköpingu. Její umělecká tvorba se zaměřila na krajiny a motivy zvířat, jako techniku používala akvarel nebo pastel.